# Списак добитника Нобелове награде
Нобелове награде (швед. Nobelpriset, норв. Nobelprisen) награде су додељене годишње од стране шведске краљевске академије наука, Шведске академије, Института Каролинска, и норвешког Нобеловог комитета појединцима и организацијама који чине изузетан допринос у области хемије, физике, књижевности, мира и физиологије или медицине. Оне су уведене 1895. године вољом Алфреда Нобела, који диктира да треба да награде додељује Нобелова фондација. Нобелова награда за економске науке је уведена 1968. године, од стране Sveriges Riksbank-a, централне банке Шведске, за допринос у области економије. Сваки прималац, или "лауреат", добија златну медаљу, диплому и извесну суму новца, који одлучује Нобелова фондација, годишње.

## Награда
Свака награда се додељује од стране посебног одбора; шведска краљевска академија наука додељује награде за физику, хемију, и привреду, Институт Каролинска награде за физиологију или медицину, као и норвешки Нобелов комитет награде за мир. Сваки прималац добија медаљу, диплому и новчану награду која варира током година. Године 1901, примаоци првих Нобелових награда добили су 150.782 SEK, што је једнако 7.731.004 SЕК у децембру 2007. године. Лауреати су, 2008. године, добили наградни износ од 10.000.000 SЕК. Награде су предате у Стокхолму 10. децембра на годишњицу Нобелове смрти.
У годинама у којима се Нобелова награда не додељује због екстерних догађаја или недостатка номинација, награда се враћа средствима додељеним за релевантну награду. Нобелова награда није додељена између 1940. године и 1942. године, због избијања Другог светског рата.

## Лауреати
Између 1901. и 2017. године, Нобелове награде и Нобелове награде за економију су додељене 585 пута 923 особа и организација. Не рачунајући вишеструке добитнике, то чини укупно 892 појединаца (укључујући 844 мушкараца, 48 жена) и 21 организацију. Четворици добитника Нобелове награде је забрањено од стране својих влада да прихвате Нобелову награду. Адолф Хитлер је забранио тројици Немаца, Ричарда Куна (хемија, 1938), Адолфа Бутенанда (хемија, 1939), и Герхарда Домагк (физиологија или медицина, 1939), да приме своје Нобелове награде, а влада СССР је натерала Бориса Пастернака (литература, 1958) да одбије његову награду. Два добитника Нобелове награде, Жан-Пол Сартр (литература, 1964) и Ле Дук То (Мир, 1973), су одбили награду својом вољом; Сартр је одбио награду јер је одбијао све званичне почасти, а Ле је одбио награду због ситуације Вијетнама у том тренутку. Шест лауреата је примило више од једне награде, од шест, Међународни комитет Црвеног крста је добио Нобелову награду за мир три пута, више него било ко други. УНХЦР је два пута награђен Нобеловом наградом за мир. Такође, Нобелова награда за физику је додељена Џону Бардину два пута, као и Нобелова награда за хемију Фредерику Сангеру. Два лауреата су је добили два пута, али не у истом пољу: Марија Кири (физика и хемија) и Линус Паулинг (Хемија и мир). Међу 892 добитника Нобелове награде, 48 су биле жене, прва жена која је добила Нобелову награду била је Марија Кири, која је добила Нобелову награду за физику 1903. године. Она је такође била прва особа (мушка или женска) којој је додељена Нобелова награда двапут, друга је била Нобелова награда за хемију, добијена 1911. године.

## Листа лауреата
| Година | Физика                                                           | Хемија                                                          | Физиологија или медицина                                       | Литература                             | Мир                                                                                                   | Економија                                              |
| ------ | ---------------------------------------------------------------- | --------------------------------------------------------------- | -------------------------------------------------------------- | -------------------------------------- | --- | ------------------------------------------------------ |
| 1901   | Вилхелм Рендген                                                  | Јакобус Хенрикус ван 'т Хоф                                     | Емил Адолф фон Беринг                                          | Сили Придом                            | Анри Динан; Фредерик Паси                                                                             | —                                                      |
| 1902   | Хендрик Лоренц; Питер Земан                                      | Херман Емил Фишер                                               | Роналд Рос                                                     | Теодор Момзен                          | Ели Дикомен; Шарл Албер Гоба                                                                          | —                                                      |
| 1903   | Анри Бекерел; Пјер Кири; Марија Кири                             | Сванте Аренијус                                                 | Нилс Риберг Финсен                                             | Бјернстјерне Бјернсон                  | Вилијам Рандал Кример                                                                                 | —                                                      |
| 1904   | Џон Вилијам Страт                                                | Вилијам Ремзи                                                   | Иван Павлов                                                    | Фредерик Мистрал; Хосе Ечегарај        | Институт за међународно право                                                                         | —                                                      |
| 1905   | Филип Ленард                                                     | Адолф фон Бајер                                                 | Роберт Кох                                                     | Хенрик Сјенкјевич                      | Берта фон Сутнер                                                                                      | —                                                      |
| 1906   | Џозеф Џон Томсон                                                 | Анри Моасан                                                     | Камило Голђи; Сантијаго Рамон и Кахал                          | Ђозуе Кардучи                          | Теодор Рузвелт                                                                                        | —                                                      |
| 1907   | Алберт Абрахам Мајкелсон                                         | Едуард Бухнер                                                   | Шарл Луј Алфонс Лаверан                                        | Радјард Киплинг                        | Ернесто Теодоро Монета; Louis Renault                                                                 | —                                                      |
| 1908   | Габријел Липман                                                  | Ернест Радерфорд                                                | Иља Мечников; Паул Ерлих                                       | Рудолф Кристоф Ојкен                   | Клас Понтус Арнолдсон; Фредрик Бајер                                                                  | —                                                      |
| 1909   | Карл Фердинанд Браун; Гуљелмо Маркони                            | Вилхелм Оствалд                                                 | Емил Теодор Кохер                                              | Селма Лагерлеф                         | Auguste Marie François Beernaert; Paul-Henri-Benjamin d'Estournelles de Constant                      | —                                                      |
| 1910   | Јоханес Дидерик ван дер Валс                                     | Ото Валах                                                       | Албрехт Косел                                                  | Паул Хајзе                             | Међународни биро за мир                                                                               | —                                                      |
| 1911   | Вилхелм Вин                                                      | Марија Кири                                                     | Алвар Гулстранд                                                | Морис Метерлинк                        | Tobias Asser; Alfred Hermann Fried                                                                    | —                                                      |
| 1912   | Густаф Дален                                                     | Виктор Грињар; Пол Сабатје                                      | Алексис Карел                                                  | Герхарт Хауптман                       | Elihu Root                                                                                            | —                                                      |
| 1913   | Хејке Камерлинг Онес                                             | Алфред Вернер                                                   | Шарл Робер Рише                                                | Рабиндранат Тагор                      | Henri La Fontaine                                                                                     | —                                                      |
| 1914   | Макс фон Лауе                                                    | Теодор Вилијам Ричардс                                          | Robert Bárány                                                  | Ниједан                                | Ниједан                                                                                               | —                                                      |
| 1915   | Вилијам Хенри Браг; Вилијам Лоренс Браг                          | Рихард Мартин Вилштетер                                         | Ниједан                                                        | Ромен Ролан                            | Ниједан                                                                                               | —                                                      |
| 1916   | Ниједан                                                          | Ниједан                                                         | Ниједан                                                        | Вернер фон Хајденштам                  | Ниједан                                                                                               | —                                                      |
| 1917   | Чарлс Гловер Баркла                                              | Ниједан                                                         | Ниједан                                                        | Карл Адолф Гјелеруп; Хенрик Понтопидан | Међународни комитет Црвеног крста                                                                     | —                                                      |
| 1918   | Макс Планк                                                       | Фриц Хабер                                                      | Ниједан                                                        | Ниједан                                | Ниједан                                                                                               | —                                                      |
| 1919   | Јоханес Штарк                                                    | Ниједан                                                         | Џулс Бордет                                                    | Карл Шпителер                          | Вудро Вилсон                                                                                          | —                                                      |
| 1920   | Шарл Едуар Гијом                                                 | Валтер Нернст                                                   | Аугуст Крог                                                    | Кнут Хамсун                            | Léon Bourgeois                                                                                        | —                                                      |
| 1921   | Алберт Ајнштајн                                                  | Фредерик Соди                                                   | Ниједан                                                        | Анатол Франс                           | Јалмар Брантинг; Кристијан Лоус Ланге                                                                 | —                                                      |
| 1922   | Нилс Бор                                                         | Франсис Вилијам Астон                                           | Archibald Hill; Ото Фриц Мајерхоф                              | Хасинто Бенавенте                      | Фритјоф Нансен                                                                                        | —                                                      |
| 1923   | Роберт Ендруз Миликен                                            | Фриц Прегл                                                      | Фредерик Бантинг; John James Rickard Macleod                   | Вилијам Батлер Јејтс                   | Ниједан                                                                                               | —                                                      |
| 1924   | Мане Сигбан                                                      | Ниједан                                                         | Вилем Ајнтховен                                                | Владислав Рејмонт                      | Ниједан                                                                                               | —                                                      |
| 1925   | Џејмс Франк; Густав Лудвиг Херц                                  | Рихард Жигмонди                                                 | Ниједан                                                        | Џорџ Бернард Шо                        | Austen Chamberlain; Чарлс Г. Доз                                                                      | —                                                      |
| 1926   | Жан Батист Перен                                                 | Теодор Сведберг                                                 | Johannes Fibiger                                               | Грација Деледа                         | Aristide Briand; Густав Штреземан                                                                     | —                                                      |
| 1927   | Артур Комптон; Чарлс Томсон Рис Вилсон                           | Хајнрих Ото Виланд                                              | Јулијус Вагнер Јаурег                                          | Анри Бергсон                           | Ferdinand Buisson; Ludwig Quidde                                                                      | —                                                      |
| 1928   | Овен Виланс Ричардсон                                            | Адолф Ото Рајнхолд Виндаус                                      | Charles Nicolle                                                | Сигри Унсет                            | Ниједан                                                                                               | —                                                      |
| 1929   | Луј де Број                                                      | Артур Харден; Ханс фон Ојлер-Хелпин                             | Christiaan Eijkman; Фредерик Гауланд Хопкинс                   | Томас Ман                              | Frank B. Kellogg                                                                                      | —                                                      |
| 1930   | Чандрасекара Венката Раман                                       | Ханс Фишер                                                      | Карл Ландштајнер                                               | Синклер Луис                           | Nathan Söderblom                                                                                      | —                                                      |
| 1931   | Ниједан                                                          | Карл Бош; Фридрих Бергијус                                      | Ото Варбург                                                    | Ерик Карлфелт                          | Џејн Адамс; Nicholas Murray Butler                                                                    | —                                                      |
| 1932   | Вернер Хајзенберг                                                | Ирвинг Лангмјур                                                 | Charles Scott Sherrington; Edgar Adrian                        | Џон Голсворди                          | Ниједан                                                                                               | —                                                      |
| 1933   | Ервин Шредингер; Пол Дирак                                       | Ниједан                                                         | Томас Хант Морган                                              | Иван Буњин                             | Norman Angell                                                                                         | —                                                      |
| 1934   | Ниједан                                                          | Харолд Клејтон Јури                                             | George Whipple; George Minot; Вилијам Марфи                    | Луиђи Пирандело                        | Arthur Henderson                                                                                      | —                                                      |
| 1935   | Џејмс Чедвик                                                     | Фредерик Жолио; Ирена Жолио-Кири                                | Ханс Спеман                                                    | Ниједан                                | Карл фон Осиечки                                                                                      | —                                                      |
| 1936   | Виктор Франц Хес; Карл Дејвид Андерсон                           | Петeр Деби                                                      | Хенри Дејл; Ото Леви                                           | Јуџин О’Нил                            | Carlos Saavedra Lamas                                                                                 | —                                                      |
| 1937   | Клинтон Дејвисон; Џорџ Паџет Томсон                              | Волтер Норман Хауорт; Паул Карер                                | Алберт Сент Ђерђи                                              | Роже Мартен ди Гар                     | The Viscount Cecil of Chelwood                                                                        | —                                                      |
| 1938   | Енрико Ферми                                                     | Ричард Кун                                                      | Корнеј Хејманс                                                 | Перл Бак                               | Нансенов међународни уред за избеглице                                                                | —                                                      |
| 1939   | Ернест Лоренс                                                    | Адолф Бутенант; Леополд Ружичка                                 | Герхард Домаг                                                  | Емил Силанпе                           | Ниједан                                                                                               | —                                                      |
| 1940   | Ниједан                                                          | Ниједан                                                         | Ниједан                                                        | Ниједан                                | Ниједан                                                                                               | —                                                      |
| 1941   | Ниједан                                                          | Ниједан                                                         | Ниједан                                                        | Ниједан                                | Ниједан                                                                                               | —                                                      |
| 1942   | Ниједан                                                          | Ниједан                                                         | Ниједан                                                        | Ниједан                                | Ниједан                                                                                               | —                                                      |
| 1943   | Ото Штерн                                                        | Ђерђ де Хевеш                                                   | Хенрик Дам; Едвард Аделберт Дојзи                              | Ниједан                                | Ниједан                                                                                               | —                                                      |
| 1944   | Изидор Ајзак Раби                                                | Ото Хан                                                         | Џозеф Ерлангер; Herbert Spencer Gasser                         | Јоханес Вилхелм Јенсен                 | Међународни комитет Црвеног крста                                                                     | —                                                      |
| 1945   | Волфганг Паули                                                   | Артури Илмари Виртанен                                          | Александер Флеминг; Ернст Борис Чејн; Ховард Флореј            | Габријела Мистрал                      | Cordell Hull                                                                                          | —                                                      |
| 1946   | Перси Вилијамс Бриџман                                           | Џејмс Бачелер Самнер; Џон Хауард Нортроп; Вендел Мередит Стенли | Hermann Joseph Muller                                          | Херман Хесе                            | Емили Грин Болч; John Mott                                                                            | —                                                      |
| 1947   | Едвард Виктор Еплтон                                             | Роберт Робинсон                                                 | Карл Фердинанд Кори; Герти Кори; Бернард Алберт Хусеј          | Андре Жид                              | Friends Service Council; Амерички комитет пријатељских услуга                                         | —                                                      |
| 1948   | Патрик Блекет                                                    | Арне Тизелијус                                                  | Паул Херман Милер                                              | Томас Стернс Елиот                     | Ниједан                                                                                               | —                                                      |
| 1949   | Хидеки Јукава                                                    | Вилијам Џиок                                                    | Валтер Хес; Антонио Мониз                                      | Вилијам Фокнер                         | John Boyd Orr                                                                                         | —                                                      |
| 1950   | Сесил Френк Пауел                                                | Ото Дилс; Курт Алдер                                            | Philip Showalter Hench; Edward Calvin Kendall; Тадеуш Риштејн  | Бертранд Расел                         | Ралф Банч                                                                                             | —                                                      |
| 1951   | Џон Кокрофт; Ернест Волтон                                       | Едвин Матисон Макмилан; Глен Т. Сиборг                          | Max Theiler                                                    | Пер Лагерквист                         | Леон Жуо                                                                                              | —                                                      |
| 1952   | Феликс Блох; Едвард Милс Персел                                  | Арчер Мартин; Ричард Лоренс Милингтон Синг                      | Селман Ваксман                                                 | Франсоа Моријак                        | Алберт Швајцер                                                                                        | —                                                      |
| 1953   | Фриц Зернике                                                     | Херман Штаудингер                                               | Ханс Адолф Кребс; Fritz Albert Lipmann                         | Винстон Черчил                         | Џорџ Маршал                                                                                           | —                                                      |
| 1954   | Макс Борн; Валтер Боте                                           | Лајнус Полинг                                                   | Џон Френклин Ендерс; Фредерик Чапман Робинс; Томас Хакл Велер  | Ернест Хемингвеј                       | Високи комесаријат ОУН за избеглице                                                                   | —                                                      |
| 1955   | Вилис Јуџин Лем; Поликарп Куш                                    | Винсент ду Винјо                                                | Хуго Теорел                                                    | Халдоур Лакснес                        | Ниједан                                                                                               | —                                                      |
| 1956   | Џон Бардин; Волтер Хаузер Братен; Вилијам Бредфорд Шокли         | Сирил Норман Хиншелвуд; Николај Николајевич Семјонов            | Андре Курнанд; Вернер Форсман; Дикинсон В. Ричардс             | Хуан Рамон Хименез                     | Ниједан                                                                                               | —                                                      |
| 1957   | Чен-Нинг Јанг; Цунг-Дао Ли                                       | Александар Тод                                                  | Данијел Бовет                                                  | Албер Ками                             | Лестер Пирсон                                                                                         | —                                                      |
| 1958   | Павел Черенков; Иља Франк; Игор Там                              | Фредерик Сангер                                                 | George Wells Beadle; Едвард Тејтум; Joshua Lederberg           | Борис Пастернак                        | Жорж Пир                                                                                              | —                                                      |
| 1959   | Емилио Сегре; Овен Чејмберлен                                    | Јарослав Хејровски                                              | Arthur Kornberg; Severo Ochoa                                  | Салваторе Квазимодо                    | Филип Ноел-Бејкер                                                                                     | —                                                      |
| 1960   | Доналд А. Глејзер                                                | Вилард Френк Либи                                               | Frank Macfarlane Burnet; Peter Medawar                         | Сен-Џон Перс                           | Алберт Лутули                                                                                         | —                                                      |
| 1961   | Роберт Хофстатер; Рудолф Месбауер                                | Мелвин Калвин                                                   | Georg von Békésy                                               | Иво Андрић                             | Даг Хамаршелд                                                                                         | —                                                      |
| 1962   | Лав Ландау                                                       | Макс Фердинанд Перуц; Џон Каудери Кендру                        | Франсис Крик; Џејмс Д. Вотсон; Морис Вилкинс                   | Џон Стајнбек                           | Лајнус Полинг                                                                                         | —                                                      |
| 1963   | Јуџин Вигнер; Марија Геперт-Мајер; Ј. Ханс Д. Јенсен             | Карл Зиглер; Ђулио Ната                                         | Џон Керју Еклс; Алан Хоџкин; Ендру Хаксли                      | Јоргос Сеферис                         | Међународни комитет Црвеног крста; Међународна федерација друштава Црвеног крста и Црвеног полумесеца | —                                                      |
| 1964   | Чарлс Хард Таунс; Николај Генадијевич Басов; Александар Прохоров | Дороти Кроуфут Хоџкин                                           | Конрад Емил Блох; Feodor Felix Konrad Lynen                    | Жан-Пол Сартр                          | Мартин Лутер Кинг                                                                                     | —                                                      |
| 1965   | Шиничиро Томонага; Џулијан Швингер; Ричард Фајнман               | Роберт Бернс Вудвард                                            | Франсоа Жакоб; André Michel Lwoff; Жак Моно                    | Михаил Шолохов                         | УНИЦЕФ                                                                                                | —                                                      |
| 1966   | Алфред Кастлер                                                   | Роберт Сандерсон Маликен                                        | Francis Peyton Rous; Charles Brenton Huggins                   | Шмуел Јосиф Агнон; Нели Закс           | Ниједан                                                                                               | —                                                      |
| 1967   | Ханс Бете                                                        | Манфред Ајген; Роналд Џорџ Рејфорд Нориш; Џорџ Портер           | Рагнар Гранит; Haldan Keffer Hartline; Џорџ Волд               | Мигел Анхел Астуријас                  | Ниједан                                                                                               | —                                                      |
| 1968   | Луис Волтер Алварез                                              | Ларс Онсагер                                                    | Роберт В. Холи; Хар Гобинд Корана; Маршал В. Ниренберг         | Јасунари Кавабата                      | Рене Касен                                                                                            | —                                                      |
| 1969   | Мари Гел-Ман                                                     | Дерек Бартон; Од Хасел                                          | Макс Делбрик; Алфред Херши; Салвадор Лурија                    | Семјуел Бекет                          | Међународна организација рада                                                                         | Рагнар Фриш; Јан Тинберген                             |
| 1970   | Ханес Алвен; Луј Нел                                             | Луис Федерико Лелоир                                            | Julius Axelrod; Ulf von Euler; Бернард Кац                     | Александар Солжењицин                  | Норман Борлоуг                                                                                        | Пол Самјуелсон                                         |
| 1971   | Денис Габор                                                      | Герхард Херцберг                                                | Earl Wilbur Sutherland, Jr.                                    | Пабло Неруда                           | Вили Брант                                                                                            | Сајмон Кузнец                                          |
| 1972   | Џон Бардин; Леон Купер; Џон Роберт Шрифер                        | Кристијан Б. Анфинсен; Станфорд Мур; Вилијам Стајн              | Gerald Edelman; Rodney Robert Porter                           | Хајнрих Бел                            | Ниједан                                                                                               | Џон Хикс; Кенет Ароу                                   |
| 1973   | Лео Есаки; Ивар Јевер; Брајан Дејвид Џозефсон                    | Ернст Ото Фишер; Џефри Вилкинсон                                | Karl von Frisch; Конрад Лоренц; Nikolaas Tinbergen             | Патрик Вајт                            | Хенри Кисинџер; Le Duc Tho[E]                                                                         | Василиј Леонтијев                                      |
| 1974   | Мартин Рајл; Ентони Хјуиш                                        | Пол Флори                                                       | Алберт Клод; Кристијан де Див; George Emil Palade              | Ејвинд Јонсон; Хари Мартинсон          | Шон Макбрајд; Еисаку Сато                                                                             | Гунар Мирдал; Фридрих Хајек                            |
| 1975   | Оге Нилс Бор; Бен Рој Мотелсон; Џејмс Рејнвотер                  | Џон Воркап Корнфорт; Владимир Прелог                            | Дејвид Балтимор; Renato Dulbecco; Howard Martin Temin          | Еуђенио Монтале                        | Андреј Сахаров                                                                                        | Леонид Канторович; Тјалинг Копманс                     |
| 1976   | Бартон Рихтер; Семјуел Чао Чунг Тинг                             | Вилијам Нан Липском, млађи                                      | Baruch Samuel Blumberg; Daniel Carleton Gajdusek               | Сол Белоу                              | Бети Вилијамс; Мејрид Кориган Мегвајер                                                                | Милтон Фридман                                         |
| 1977   | Филип Ворен Андерсон; Невил Френсис Мот; Џон Хазбрук ван Влек    | Иља Пригогин                                                    | Роже Гијман; Andrew Schally; Розалин Јалоу                     | Висенте Александре                     | Амнести интернашонал                                                                                  | Бертил Олин; James Meade                               |
| 1978   | Пјотр Капица; Арно Пензијас; Роберт Вудро Вилсон                 | Питер Д. Мичел                                                  | Werner Arber; Daniel Nathans; Hamilton O. Smith                | Исак Башевис Сингер                    | Анвар ел Садат; Менахем Бегин                                                                         | Херберт Сајмон                                         |
| 1979   | Шелдон Ли Глашоу; Абдус Салам; Стивен Вајнберг                   | Херберт Си Браун; Џорџ Витиг                                    | Allan McLeod Cormack; Godfrey Hounsfield                       | Одисеас Елитис                         | Мајка Тереза                                                                                          | Theodore Schultz; Arthur Lewis                         |
| 1980   | Џејмс Кронин; Вал Фич                                            | Пол Берг; Волтер Гилберт; Фредерик Сангер                       | Baruj Benacerraf; Jean Dausset; George Davis Snell             | Чеслав Милош                           | Адолфо Перез Ескивел                                                                                  | Лоренс Клајн                                           |
| 1981   | Николас Блумберген; Артур Леонард Шаулоу; Кај Сигбан             | Кеничи Фукуи; Роалд Хофман                                      | Roger Wolcott Sperry; David H. Hubel; Торстен Визел            | Елијас Канети                          | Високи комесаријат ОУН за избеглице                                                                   | James Tobin                                            |
| 1982   | Кенет Г. Вилсон                                                  | Арон Клуг                                                       | Sune Bergström; Bengt I. Samuelsson; John Vane                 | Габријел Гарсија Маркес                | Алва Мирдал; Алфонсо Гарсија Роблес                                                                   | Џорџ Стиглер                                           |
| 1983   | Субраманијан Чандрасекар; Вилијам Алфред Фаулер                  | Хенри Тауб                                                      | Барбара Маклинток                                              | Вилијам Голдинг                        | Лех Валенса                                                                                           | Жерар Дебре                                            |
| 1984   | Карло Рубија; Симон ван дер Мер                                  | Роберт Брус Мерифилд                                            | Niels Kaj Jerne; Georges J. F. Köhler; César Milstein          | Јарослав Сајферт                       | Дезмонд Туту                                                                                          | Richard Stone                                          |
| 1985   | Клаус фон Клицинг                                                | Херберт А. Хауптман; Џером Карл                                 | Michael Stuart Brown; Joseph L. Goldstein                      | Клод Симон                             | Међународна група лекара за превенцију нуклеарног рата                                                | Франко Модиљани                                        |
| 1986   | Ернст Руска; Герд Биниг; Хајнрих Рорер                           | Дадли Р. Хершбак; Јуан Т. Ли; Џон Полањи                        | Stanley Cohen; Рита Леви-Монталчини                            | Воле Сојинка                           | Ели Визел                                                                                             | Џејмс М. Бјукенан                                      |
| 1987   | Георг Беднорц; Карл Александер Милер                             | Доналд Џ. Крам; Жан-Мари Лен; Чарлс Џ. Педерсен                 | Сусуму Тонегава                                                | Јосиф Бродски                          | Оскар Аријас Санчез                                                                                   | Роберт Солоу                                           |
| 1988   | Леон М. Ледерман; Мелвин Шварц; Џек Стајнбергер                  | Јохан Дајзенхофер; Роберт Хубер; Хартмут Михел                  | James W. Black; Гертруда Елајон; George H. Hitchings           | Нагиб Махфуз                           | Мировне операције Уједињених нација                                                                   | Морис Але                                              |
| 1989   | Норман Фостер Ремзи мл.; Ханс Георг Демелт; Волфганг Паул        | Сидни Алтман; Томас Р. Чек                                      | J. Michael Bishop; Harold E. Varmus                            | Камило Хосе Села                       | Тензин Гјатсо (Далај Лама)                                                                            | Тригве Хавелмо                                         |
| 1990   | Џером Ајзак Фридман; Хенри Веј Кендал; Ричард Едвард Тејлор      | Елајас Џејмс Кори                                               | Joseph Murray; E. Donnall Thomas                               | Октавио Паз                            | Михаил Горбачов                                                                                       | Harry Markowitz; Мертон Милер; William Forsyth Sharpe  |
| 1991   | Пјер-Жил де Жен                                                  | Рихард Ернст                                                    | Erwin Neher; Bert Sakmann                                      | Надин Гордимер                         | Аунг Сан Су Ћи                                                                                        | Ronald Coase                                           |
| 1992   | Жорж Шарпак                                                      | Рудолф А. Маркус                                                | Edmond H. Fischer; Edwin G. Krebs                              | Дерек Волкот                           | Ригоберта Менчу                                                                                       | Гари Бекер                                             |
| 1993   | Расел Алан Халс; Џозеф Хутон Тејлор млађи                        | Кари Малис; Мајкл Смит                                          | Richard J. Roberts; Phillip Allen Sharp                        | Тони Морисон                           | Нелсон Мандела; Фредерик Вилем де Клерк                                                               | Роберт Фогел; Douglass North                           |
| 1994   | Бертрам Брокхаус; Клифорд Гленвуд Шул                            | Џорџ А. Ола                                                     | Алфред Г. Гилман; Мартин Родбел                                | Кензабуро Ое                           | Јасер Арафат; Шимон Перес; Јицак Рабин                                                                | John Harsanyi; Џон Неш; Reinhard Selten                |
| 1995   | Мартин Луис Перл; Фредерик Рајнес                                | Паул Ј. Круцен; Марио Х. Молина; Френк Шервуд Роуланд           | Edward B. Lewis; Кристијана Нуслајн-Волхард; Eric F. Wieschaus | Шејмус Хини                            | Џозеф Ротблат; Погвошке конференције о науци и светским питањима                                      | Роберт Лукас                                           |
| 1996   | Дејвид Ли; Даглас Дин Ошероф; Роберт Колман Ричардсон            | Роберт Керл; Харолд Крото; Ричард Смоли                         | Питер Ц. Доерти; Ролф М. Цинкернагел                           | Вислава Шимборска                      | Карлос Филипе Хименес Бело; Жозе Рамос Орта                                                           | Џејмс Мерлиз; Вилијам Викри                            |
| 1997   | Стивен Чу; Клод Коен-Тануђи; Вилијам Данијел Филипс              | Пол Д. Бојер; Џон Е. Вокер; Јенс К. Скоу                        | Стенли Б. Прузинер                                             | Дарио Фо                               | Међународни покрет за забрану мина; Џоди Вилијамс                                                     | Роберт Кокс Мертон; Мајрон Шоулс                       |
| 1998   | Роберт Б. Лафлин; Хорст Лудвиг Штермер; Данијел Чи Цуи           | Волтер Кон; Џон А. Попл                                         | Robert F. Furchgott; Louis Ignarro; Ферид Мурад                | Жозе Сарамаго                          | Џон Хјум; Дејвид Тримбл                                                                               | Амартија Сен                                           |
| 1999   | Герард 'т Хофт; Мартинус Велтман                                 | Ахмед Зеваил                                                    | Гинтер Блобел                                                  | Гинтер Грас                            | Лекари без граница                                                                                    | Роберт Мандел                                          |
| 2000   | Жорес Иванович Алферов; Херберт Кремер; Џек Килби                | Алан Џ. Хигер; Алан Макдајармид; Хидеки Ширакава                | Arvid Carlsson; Пол Грингард; Eрик Р. Кандел                   | Гао Сингђен                            | Ким Деџунг                                                                                            | James Heckman; Данијел Макфаден                        |
| 2001   | Ерик Корнел; Волфганг Кетерле; Карл Виман                        | Вилијам С. Ноулс; Рјоџи Нојори; Карл Бари Шарплес               | Leland H. Hartwell; Tim Hunt; Paul Nurse                       | Видјадар Сураџпрасад Најпол            | Организација уједињених нација; Кофи Анан                                                             | George Akerlof; Michael Spence; Joseph Stiglitz        |
| 2002   | Рејмонд Дејвис мл.; Масатоши Кошиба; Рикардо Ђакони              | Џон Б. Фен; Коичи Танака; Курт Витрих                           | Сидни Бренер; H. Robert Horvitz; John Sulston                  | Имре Кертес                            | Џими Картер                                                                                           | Данијел Канеман; Vernon L. Smith                       |
| 2003   | Алексеј Абрикосов; Виталиј Гинзбург; Ентони Џејмс Легет          | Питер Агри; Родерик Макинон                                     | Paul Lauterbur; Peter Mansfield                                | Џон Максвел Куци                       | Ширин Ебади                                                                                           | Robert F. Engle; Клајв Грејнџер                        |
| 2004   | Дејвид Грос; Хју Дејвид Полицер; Френк Вилчек                    | Арон Чихановер; Аврам Хершко; Ирвин Роуз                        | Ричард Аксел; Линда Б. Бак                                     | Елфриде Јелинек                        | Вангари Матаи                                                                                         | Finn E. Kydland; Edward C. Prescott                    |
| 2005   | Рој Џ. Глаубер; Џон Л. Хол; Теодор В. Хенш                       | Ив Шовен; Роберт Грабс; Ричард Шрок                             | Бари Маршал; Robin Warren                                      | Харолд Пинтер                          | Међународна агенција за нуклеарну енергију; Мухамед Ел Барадеј                                        | Robert Aumann; Томас Шелинг                            |
| 2006   | Џон К. Мадер; Џорџ Смут                                          | Роџер Д. Корнберг                                               | Andrew Fire; Craig Mello                                       | Орхан Памук                            | Мухамед Јунус; Банка Грамен                                                                           | Edmund Phelps                                          |
| 2007   | Алберт Ферт; Петер Гринберг                                      | Герхард Ертл                                                    | Марио Капеки; Мартин Еванс; Оливер Смитиз                      | Дорис Лесинг                           | Међувладин панел о климатским променама; Ал Гор                                                       | Леонид Хервиц; Ерик Маскин; Роџер Мајерсон             |
| 2008   | Јоичиро Намбу; Макото Кобајаши; Тошихиде Масукава                | Осаму Шимомура; Мартин Чалфи; Роџер Чен                         | Харалд цур Хаузен; Франсоаз Баре Синуси; Лик Монтањије         | Жан-Мари Гистав ле Клезио              | Марти Ахтисари                                                                                        | Пол Кругман                                            |
| 2009   | Чарлс Као; Вилард Бојл; Џорџ Смит                                | Венкатраман Рамакришнан; Томас Стајц; Ада Јонат                 | Елизабет Блекберн; Керол Грајдер; Џек Шостак                   | Херта Милер                            | Барак Обама                                                                                           | Елинор Остром; Оливер Вилијамсон                       |
| 2010   | Андреј Гејм; Константин Новоселов                                | Ричард Хек; Еј-инчи Негиши; Акира Сузуки                        | Роберт Едвардс                                                 | Марио Варгас Љоса                      | Љу Сјаобо                                                                                             | Питер Дајмонд; Дејл Мортенсен; Кристофер Писаридес     |
| 2011   | Сол Перлмутер; Адам Рис; Брајан Шмит                             | Данијел Шехтман                                                 | Брус Бојтлер; Жил Офман; Ралф Стајнман                         | Томас Транстремер                      | Елен Џонсон Серлиф; Лејма Гбови; Тавакул Карман                                                       | Томас Сарџент; Кристофер Симс                          |
| 2012   | Серж Арош; Дејвид Вајнланд                                       | Брајан Кобилка; Роберт Лефковиц                                 | Џон Гердон; Шинја Јаманака                                     | Мо Јен                                 | Европска унија                                                                                        | Елвин Рот; Лојд Шепли                                  |
| 2013   | Франсоа Англер; Питер Хигс                                       | Мартин Карплус; Мајкл Левит; Аријех Варшел                      | Џејмс Ротман; Ренди Шекман; Томас Зидхоф                       | Алис Манро                             | Организација за забрану хемијског оружја                                                              | Јуџин Фама; Ларс Питер Хансен; Роберт Шилер            |
| 2014   | Исаму Акасаки; Хироши Амано; Шуџи Накамура                       | Ерик Бециг; Штефан Хел; Вилијам Мернер                          | Џон О’Киф; Меј Брит Мосер; Едвард Мосер                        | Патрик Модијано                        | Кајлаш Сатијарти; Малала Јусуфзаи                                                                     | Жан Тирол                                              |
| 2015   | Такаки Каџита; Артур Макдоналд                                   | Томас Линдал; Пол Модрич; Азиз Санкар                           | Вилијем Кембел; Сатоши Омура; Јују Ту                          | Светлана Алексијевич                   | Туниски национални квартет                                                                            | Ангус Дитон                                            |
| 2016   | Дејвид Таулес; Данкан Холдејн; Мајкл Костерлиц                   | Жан-Пјер Соваж; Фрејзер Стодарт; Бен Феринга                    | Јошинори Осуми                                                 | Боб Дилан                              | Хуан Мануел Сантос                                                                                    | Оливер Харт; Бенгт Холмстрем                           |
| 2017   | Рајнер Вајс; Бери Бариш; Кип Торн                                | Жак Дибоше; Јоаким Франк; Ричард Хендерсон                      | Џефри Хол; Мајкл Росбаш; Мајкл Јанг                            | Казуо Ишигуро                          | Међународна кампања за укидање нуклеарних оружја                                                      | Ричард Талер                                           |
| 2018   | Артур Ешкин; Жерар Муру; Дона Стрикленд                          | Френсис Арнолд; Џорџ Смит; Грег Винтер                          | Џејмс Р. Елисон; Тасуку Хонџо                                  | Олга Токарчук                          | Денис Маквеге; Надија Мурад                                                                           | Вилијам Нордхаус; Пол Ромер                            |
| 2019   | Џим Пиблс Мишел Мајор Дидје Кело                                 | Џон Б. Гудинаф М. Стенли Витингам Акира Јошино                  | Вилијам Келин Млађи Питер Џ. Ратклиф Грег Л. Семенза           | Петер Хандке                           | Абиј Ахмед Али                                                                                        | Абиџит Банерџи Естер Дуфло Мајкл Кремер                |
| 2020   | Роџер Пенроуз; Рајнхард Генцел; Андреа Гез                       | Емануел Шарпентје; Џенифер Дудна                                | Харви Џ. Алтер; Мајкл Хотон; Чарлс М. Рајс                     | Луиз Глик                              | Светски програм за храну                                                                              | Пол Милгром; Роберт Б. Вилсон                          |
| 2021   | Сјукуро Манабе; Клаус Хаселман; Ђорђо Паризи                     | Benjamin List; Дејвид Макмилан                                  | Дејвид Џулијус; Ardem Patapoutian                              | Абдулразак Гурна                       | Марија Реса; Дмитриј Муратов                                                                          | Дејвид Кард; Joshua D. Angrist; Гвидо Вилхелмус Имбенс |
| 2022   | Ален Аспе; Џон Клаузер; Антон Цајлингер                          | Carolyn R. Bertozzi; Morten P. Meldal; Karl Barry Sharpless     | Сванте Пебо                                                    | Ани Ерно                               | Ales Bialiatski; Memorial; Центар за грађанске слободе                                                | Бен Бернанке; Douglas W. Diamond; Philip H. Dybvig     |
| 2023   | Пьер Агостини Ференц Краус {Анн Льюйе                            | Мунги Бавенди Луис Брюс Алексей Екимов                          | Каталин Карико Дру Вајсман                                     | Јун Фосе                               | Наргиз Мохаммади                                                                                      | Клаудия Голдин                                         |
| Година | Физика                                                           | Хемија                                                          | Физиологија или медицина                                       | Литература                             | Мир                                                                                                   | Економија                                              |